# Brian Bershad
Brian N. Bershad ist ein US-amerikanischer Informatiker, der sich insbesondere mit Betriebssystemen befasst.
Bershad studierte, nachdem er schon von 1981 bis 1984 als Programmierer bei einer Versicherungsfirma gearbeitet hatte, an der University of California, Berkeley, mit dem Bachelor-Abschluss in Informatik 1986 und  wurde 1990 bei Edward Delano Lazowska und Henry M. Levy (Hank Levy) an der University of Washington in Informatik promoviert (High-Performance Cross-Address Space Communication). Im selben Jahr erwarb er dort seinen Master-Abschluss. 1993 wurde er dort Assistant Professor, 1996 Associate Professor  und 2006 Professor.
1997 gründete er Appliant Inc. und war 2000/2001 deren CEO. 2006 war er Mitgründer und Präsident von Illuminta Inc. 2007 wurde er Leiter des Standorts Seattle von Google.
2004 erhielt er den Mark Weiser Award und 1990 einen Presidential Young Investigator Award.

## Schriften (Auswahl)
- mit C. B. Pinkerton: Watchdogs, Extending the Unix File System, Computing Systems, Band 1, 1988, S. 168–188 (und Proc. 1988 Winter Usenix Conference)
- mit T.E. Anderson, E.D. Lazowska, H.M. Levy: Lightweight Remote Procedure Call, Proceedings of the 12th ACM Symposium on Operating Systems Principles (SOSP), Dezember 1989, S. 102–113, und ACM Transactions on Computer Systems, Band 8, 1990, S. 37–55
- mit  T.E. Anderson, E.D. Lazowska, H.M. Levy:  Scheduler Activations: Effective Kernel Support for the User Level Management of Parallelism.  Proceedings of the 13th ACM Symposium on Operating Systems Principles (SOSP), Oktober 1991, S. 95–109 (und ACM Transactions on Computer Systems, Band 10, Februar 1992, S. 53–79)
- mit  Yasushi Saito, Hank Levy.  Manageability, Availability and Performance in Porcupine: a Highly Scalable, Cluster-Based Mail Service, in: 17th Symposium on Operating Systems Principles (SOSP) 2000 (auch ACM Transactions on Computer Systems, August 2000).
- mit Mike Swift, Annamalai Muthu, Hank Levy:  Recovering Device Drivers,  Proceedings of the 2004 Symposium on Operating Systems Design and Implementation.  Dezember 2004 (und  ACM Transactions on Computer Systems, Februar 2005)
- mit Mike Swift, Henry M. Levy:  Improving the Reliability of Commodity Operating Systems.  Proceedings of the 19th Symposium on Operating Systems Principles.  November 2003.